# Walter Friedrich (Biophysiker)

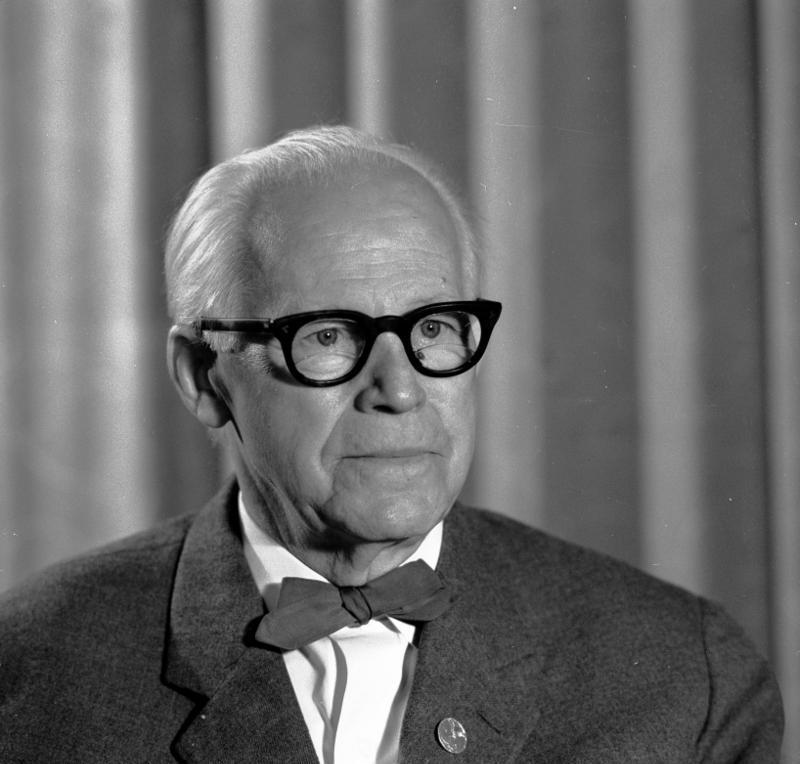
Walter Friedrich (1962)

Walter Friedrich (Walther Otto Ernst Friedrich; * 25. Dezember 1883 in Salbke bei Magdeburg; † 16. Oktober 1968 in Berlin) war ein deutscher Biophysiker. Er wirkte unter anderem als Professor und Rektor an der Universität Berlin sowie als Direktor eines Forschungsinstituts und als Präsident der Deutschen Akademie der Wissenschaften zu Berlin.

## Leben
Walter Friedrichs Eltern waren Dorothee Friedrich und der Ingenieur Carl Friedrich (auch: Karl Friedrich). Sein Vater förderte früh das naturwissenschaftliche Interesse seines Sohns. So schenkte er Anfang des 20. Jahrhunderts seinem Sohn einen gebrauchten Röntgenapparat. Bereits als Gymnasiast röntgte er auf Wunsch von Ärzten gegen Entgelt Knochenbrüche.
Friedrich besuchte das Gymnasium Stephaneum in Aschersleben. Hier musste er zweimal eine Klasse wiederholen. Er zeigte zwar hervorragende Leistungen in Physik und Mathematik, war aber an Fächern wie Sprachen und Geschichte gänzlich uninteressiert. Auch war er musisch begabt und spielte Geige. Über längere Zeit trug er sich mit dem Gedanken eine musische Laufbahn einzuschlagen. Sein Vater riet jedoch zur Wissenschaft. 1905 erlangte er das Abitur.
Walter Friedrich studierte ab 1905 zunächst Musik und Physik an der Universität Genf, wobei er das Musikstudium jedoch abbrach. Auf Genf als Studienort war die Wahl gefallen, da Friedrich beim bekannten Geigenspieler Jacques Thibaud lernen wollte. Er wechselte nach München, wo er sich dem Corps Guestphalia anschloss. 1911 wurde er an der Universität München promoviert. Seine Dissertation trug den Titel Räumliche Intensitätsverteilung der X-Strahlen, die von einer Platina-Antikathode ausgehen. An der Universität München hatte er sechs Jahre unter Wilhelm Conrad Röntgen gearbeitet und am Institut von Arnold Sommerfeld experimentiert. 1912 begann er, einer vom Dozenten Max Laue geäußerten Vermutung nachzugehen, wonach die Interferenz von Röntgenstrahlen an Kristallen experimentell nachgewiesen werden könnte. Da sowohl Sommerfeld als auch Röntgen dies für unmöglich hielten, forschte Friedrich gemeinsam mit dem Doktoranden Paul Knipping heimlich. Tatsächlich gelang ihm der experimentelle Nachweis. Dies war von großer wissenschaftlicher Bedeutung, da damit der Wellencharakter der Röntgenstrahlung und die Gitterstruktur von Kristallen nachgewiesen wurden. Die Arbeit wurde 1912 veröffentlicht. Max Laue bearbeitete den theoretischen Teil und erhielt für die Entdeckung 1914 den Nobelpreis, wobei er öffentlich auf die Verdienste Friedrichs und Knippings hinwies und ankündigte die Geldzuwendung mit den beiden zu teilen.
Ab 1914 arbeitete er an der Universitätsklinik der Universität Freiburg, an der er drei Jahre später Privatdozent und 1921 Professor für Physik wurde. Er wandte sich somit als Physiker der Medizin zu. Er leitete in Freiburg das Laboratorium der Universitätsfrauenklinik. Er arbeitete mit dem Gynäkologen Bernhard Krönig zusammen, mit dem er auch gemeinsame Forschungsergebnisse veröffentlichte und etablierte die erste universitäre Forschungsstelle für Biophysik. Inhaltlich beschäftigten sich seine wissenschaftlichen Arbeiten mit der Krebsforschung. Im spanischen Granada hielt er 1922 Gastvorlesungen.
Ab 1923 wirkte er als ordentlicher Professor für medizinische Physik an der Universität Berlin. Gegen erhebliche Voreingenommenheiten gegenüber seinem neuen Fach ankämpfend plante er ab 1927 den Umbau eines Wohnhauses am Robert-Koch-Platz zum Sitz des von ihm als Direktor geleiteten Instituts für Strahlenforschung, welcher dann am 1. Januar 1929 eingeweiht wurde. Mit Hilfe dieses staatlichen Instituts gelang es Friedrich seine Vorstellung einer Zusammenarbeit von Physikern, Medizinern, Chemikern und Biologen umzusetzen. Er wurde 1929 Dekan der medizinischen Fakultät der Universität Berlin, übernahm 1928 die Präsidentschaft der Deutschen Röntgengesellschaft und 1930 der Deutschen Gesellschaft für Lichtforschung.
In der Zeit des Nationalsozialismus arbeitete Friedrich weiter in seinem Institut. In Veröffentlichungen aus der DDR-Zeit wird betont, dass er von etwa 200 Veröffentlichungen während seiner Arbeit am Berliner Institut 30 mit jüdischen Mitarbeitern veröffentlicht habe. Außerdem sei es ihm nach 1933 gelungen, die Deportation zweier jüdischer Forscher in ein Arbeitslager beziehungsweise nach Theresienstadt zu verhindern. 1936 war er Präsident des dritten internationalen Kongresses für Lichtforschung in Wiesbaden und wurde Ehrenpräsident des Comité International de la Lumière. In den Jahren 1935 und 1936 war der Physiker Erich Fischer bei Friedrich Lehrassistent. Etwa in dieser Zeit gehörte auch der Strahlenphysiker Rudolf Schulze zu seinen Assistenten.
Aufgrund der Bombenangriffe im Zweiten Weltkrieg verlagerte Friedrich Teile des Inventars des Instituts nach Thüringen. Ende 1944 wurde das Institut bei Bombenangriffen beschädigt. Friedrich schuf in einem von ihm in Affinghausen bei Diepholz angemieteten Bauernhof eine weitere Ausweichstelle und gründete dort die Gesellschaft für Agrikultur und Technik, deren Sinn jedoch vor allem darin bestanden haben soll, Friedrich eine dauerhafte sichere Rückzugsmöglichkeit zu geben. Auch nach Ende des Zweiten Weltkrieges blieb Friedrich zunächst auf dem angemieteten Hof. Das Institutsgebäude in Berlin war kurz vor Kriegsende völlig zerstört worden.
1947 erhielt er ein Angebot zur Berufung an die Universität Marburg. Die im sowjetischen Sektor liegende Berliner Universität unterbreitete dann jedoch ein besseres Angebot, welches das Achtfache des Marburger Etats enthielt. Friedrich ging 1947 nach Berlin. Zunächst war Friedrich mit wenigen Mitarbeitern auf dem Gelände der landwirtschaftlichen Fakultät in der Invalidenstraße tätig.
Von 1949 bis 1952 war er Rektor der Berliner Universität, seit 1949 Humboldt-Universität zu Berlin. 1948 wurde er Direktor und 1955 Präsident des Instituts für Medizin und Biologie in Berlin-Buch sowie 1961 Präsident des aus dem Institut entstandenen Medizinisch-Biologischen Forschungszentrums der Deutschen Akademie der Wissenschaften zu Berlin. Unter seiner Leitung entstanden Laboratorien, Untersuchungsstätten, die Geschwulstklinik, die als Robert-Rössle-Klinik bekannt wurde, und Ställe für Versuchstiere. In einem Neubau wurden Untersuchungsstätten mit Abteilungen für Neutronenphysik, Biophysik, Mikrobiologie, Biochemie, Genetik, Pharmakologie und biologische Krebsforschung eingerichtet.

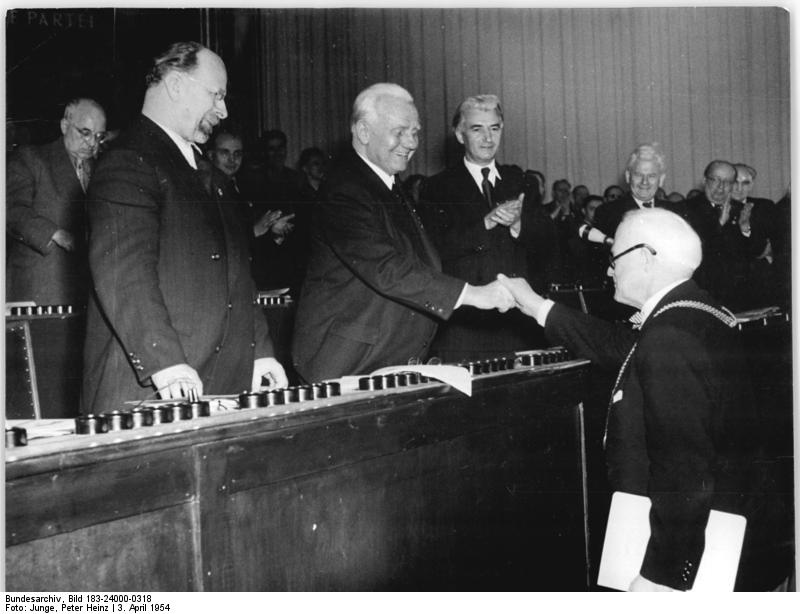
Walter Friedrich als Gast auf dem IV. Parteitag der SED im Jahr 1954

Der Akademie, der er ab 1949 angehörte, stand er von 1951 bis 1956 als Präsident vor, anschließend war er bis 1958 Vizepräsident. Er begann sich politisch zu engagieren. Von 1950 bis zu seinem Tod war er Vorsitzender des Deutschen Friedenskomitees. Außerdem gehörte er ab 1951 dem Präsidium des Weltfriedensrats an. Auch war er von 1950 bis 1954 für den Kulturbund Mitglied der Volkskammer der DDR sowie zuvor der provisorischen Volkskammer. Trotz der Nähe seiner Aktivitäten zur Staatsdoktrin der DDR trat er jedoch keiner Partei bei. Er lebte in Zeuthen.

## Würdigungen

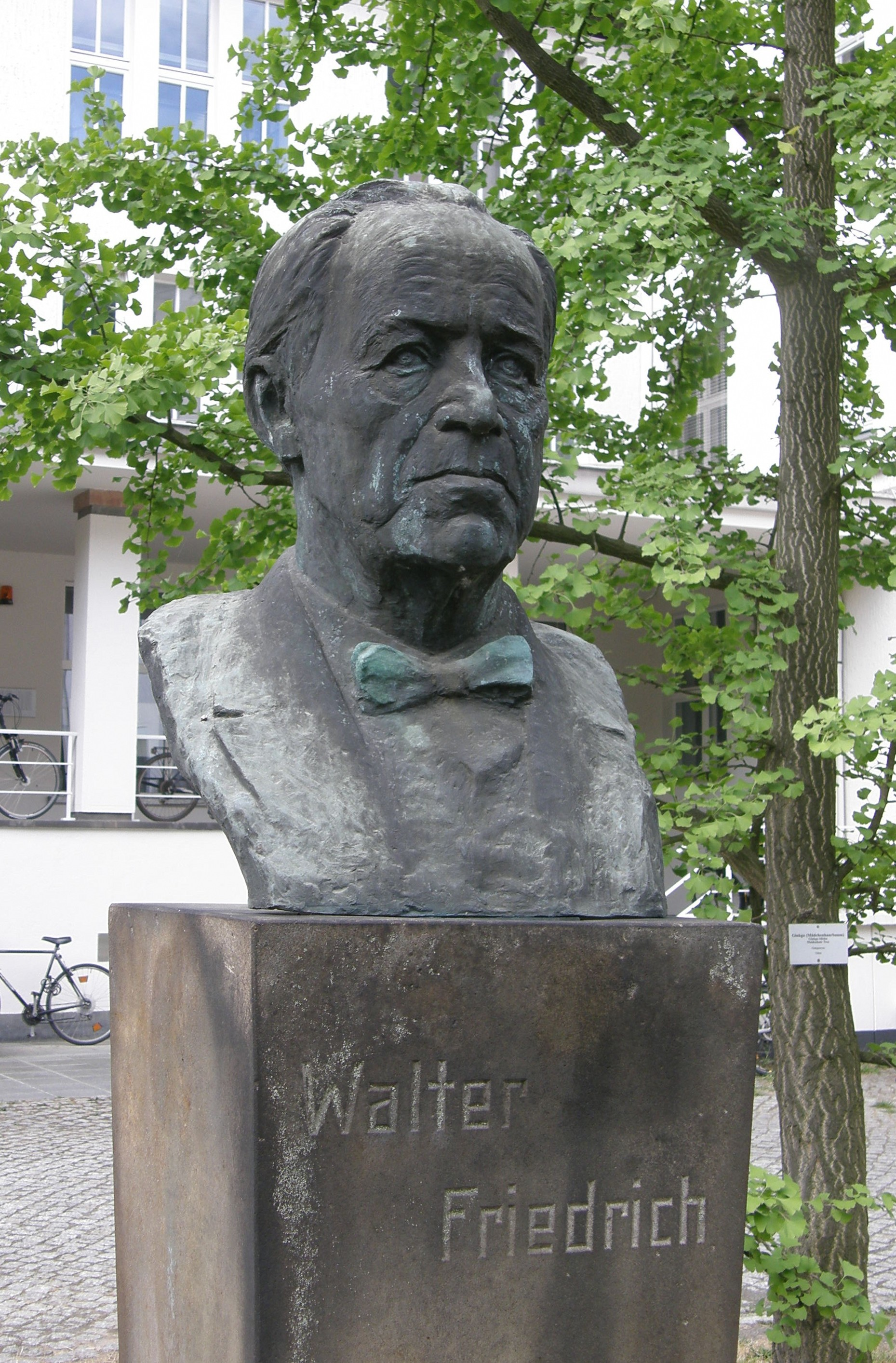
Büste Friedrichs in Berlin-Buch

Walter Friedrich gilt als Mitbegründer der Biophysik, Schwerpunkt seiner Forschung war die Strahlentherapie von Krebserkrankungen.
Im Jahr 1950 erhielt er den Nationalpreis der DDR. 1952 wurde er zum Ehrenbürger von Aschersleben ernannt. Der Vaterländischen Verdienstorden in Gold wurde ihm 1954 bei der erstmaligen Ordensverleihung von Wilhelm Pieck überreicht. 1958 erfolgte die Verleihung des Goethepreises der Akademie der Wissenschaften, worüber eine Gratulationszeichnung von Walter Buhe existiert. Darüber wurde ihm 1953 der Ehrentitel Hervorragender Wissenschaftler des Volkes verliehen. Die FDJ ernannte ihn zum Förderer der Jugend und zum FDJ-Ehrenmitglied.
Von 1989 bis 2000 trug das Städtische Krankenhaus in Magdeburg-Neu Olvenstedt seinen Namen. Zu DDR-Zeiten wurden zahlreiche Straßen nach ihm benannt, so die Walter-Friedrich-Straße im Neubaugebiet in Berlin-Buch, die Dr.-Walter-Friedrich-Straße in Hohenmölsen und die Prof.-Dr.-Walter-Friedrich-Straße in Aschersleben.
Auf dem Campus in Berlin-Buch befindet sich eine Walter Friedrich darstellende Bronzebüste von Maria Schockel-Rostowskaja.
1966 schuf der Portraitmaler Bert Heller ein großformatiges Ölgemälde Walter Friedrichs.

## Familie
Friedrich war zweimal verheiratet. Beide Frauen starben an Krebs. Auf leibliche Kinder soll er aus Sorge vor möglichen Schädigungen durch seine Tätigkeit im Bereich der Strahlenforschung verzichtet haben. Ein Kind hatte er adoptiert.

## Publikationen
- Physikalische und biologische Grundlagen der Strahlentherapie. München 1918
- Die Interferenz der Röntgenstrahlen. Leipzig 1923 (als Mitautor)
- Die methodischen Grundlagen beim Arbeiten mit spektral zerlegtem Licht. Berlin 1931